# 弗拉基米尔·阿纳托利耶维奇·克拉夫琴科
弗拉基米尔·阿纳托利耶维奇·克拉夫琴科（烏克蘭語：Володимир Анатолійович Кравченко），乌克兰军事人物，军衔中将。他于2019年至2021年间担任乌克兰武装部队司令。他也于2017年至2019年间担任乌克兰北方作战指挥部司令。

## 家庭
他与妻子柳博芙共育两名儿子，名为伊戈尔和亚历山大。